# Dufourspitze
Dufourspitze är med sina 4 634 m ö.h. den högsta toppen i Monte Rosa-massivet och även Schweiz högsta punkt. Gornerhorn, som toppen hette fram till 1860, bestegs första gången 1855 av en brittisk expedition ledd av Charles Hudson. 1863 beslöt Förbundsrådet att toppen skulle kallas för Dufourspitze efter den schweiziske generalen och ingenjören Guillaume-Henri Dufour.